# زيزيناندو
زيزيناندو (1 يناير 1987 ببيساو في غينيا بيساو - ) هو لاعب كرة قدم برتغالي في مركز الوسط. لعب مع أتليتيكو كلوب دي برتغال وإستريلا دا أمادورا وإشتوريل برايا وريال سبورت كلوب وسبورتينغ لشبونة وSamutsongkhram F.C. ‏ وAir Force United F.C. ‏.

## وصلات خارجية
- زيزيناندو على موقع الاتحاد الدولي (مؤرشف)  (الإنجليزية)
- زيزيناندو على موقع قاعدة بيانات كرة القدم.إي يو (الإنجليزية)
- زيزيناندو على موقع Soccerway.com (الإنجليزية)